# 드림 쏭
《드림 쏭》(영어: Rock Dog)은 2016년에 공개된 중국과 미국의 합작 애니메이션 영화이다. 만두 픽처스가 제작한 영화로, 서밋 엔터테인먼트에서 배급했다. 이 영화는 애슈 브래넌이 감독하고 애슈 브래넌과 커트 보엘커가 각본을 맡았다. 루크 윌슨, 에디 이저드, J. K. 시먼스, 루이스 블랙, 키넌 톰슨, 메이 휘트먼와 맷 딜런이 앙상블 목소리를 더했다.

## 줄거리
꿈꾸는 티베탄 마스티프 강아지 바디(Bodi)는 곧 아버지의 발자취를 따라 스노우 마운틴의 늑대로부터 어리석은 어린 양 마을을 보호한다. 어느 날 하늘에서 라디오가 떨어지고 보디가 록 전설의 노래 인 앵거스를 듣자 그는 뮤지션이되기로 결심한다. 기타 줄을 들고 마을을 떠나 새로운 열정으로 도시를 따라 간다. 그러나 그곳에는 이전의 적들이 늑대 속에 숨어 있으며, 그들은 송아지의 도움으로 눈 덮인 산의 섬세한 양들에게 가까이 다가 갈 수 있다고 신성하게 믿는다. 그의 삶의 꿈인 음악을 포기하지 않고 숨어있는 위험으로부터 가족과 친구들을 구하는 것은 보디의 유일한 일이다.

## 출연 (목소리)
- 루크 윌슨 - 버디
- 에디 이자드 - 앵거스
- J. K. 시몬스 - 캄파
- 루이스 블랙 - 리눅스
- 케넌 톰슨 - 리프
- 메이 휘트먼 - 다마
- 조지 가르시아 - 저머
- 맷 딜런 - 트레이
- 샘 엘리엇 - 플릿우드 야크

## 대한민국판 더빙
- 엄상현 - 버디
- 이현 - 앵거스
- 이장원 - 캄파
- 단역 성우(대한민국): 소정환, 조현정